# Semporna
Semporna – miasto w Malezji w stanie Sabah. W 2000 roku liczyło 43 469 mieszkańców. W mieście znajduje się port lotniczy Semporna.